# Experiment med människor

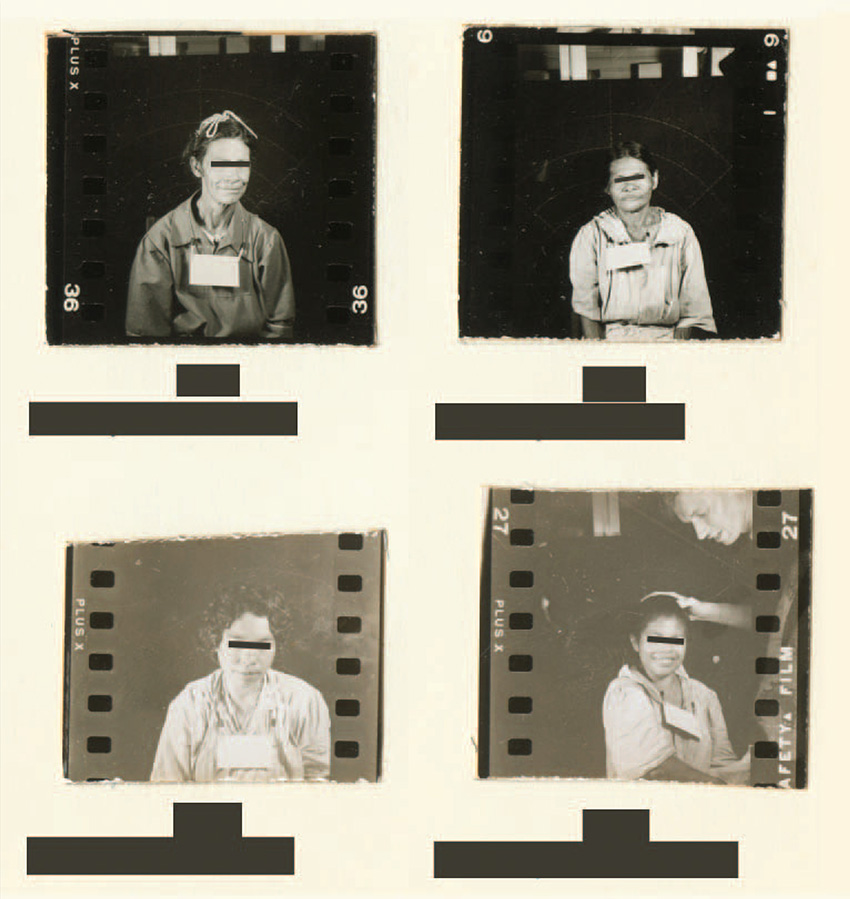
Patienter från ett mentalsjukhus i Guatemala

Experiment med människor betecknar inom medicin, psykologi, pedagogik, sociologi och marknadsföring en vetenskaplig metod för att studera om en viss variabel har en påverkan, i kausala termer, på en annan variabel. Till skillnad från många andra undersökningsmetoder för att studera människors reaktioner kännetecknas experiment av att undersökaren aktivt utsätter experimentdeltagare för påverkan som inte skulle ha inträffat i frånvaro av den aktuella undersökningen.

## Grundläggande egenskaper
De etiska riktlinjerna kring ett vetenskapligt experiment på människor förutsätter vanligtvis en eller flera tydliga och i förväg uppställda hypoteser om en viss variabels (orsaksvariabeln, den oberoende variabeln) påverkan på en annan variabel (effektvariabeln, den beroende variabeln).  För att testa sina hypoteser med experiment indelar man sina försökspersoner slumpmässigt i olika grupper. De olika grupperna utsätts för experimentet, och därefter jämförs gruppernas reaktioner efteråt. Sedan 1920-talet använder undersökare statistiska metoder för hypotesprövning för att testa skillnader och likheter mellan gruppernas reaktioner.
Slumpmässig indelning av deltagare i olika behandlingsgrupper antas sprida ut eventuella bakomliggande skillnader mellan deltagarna så att de inte kan utöva en systematisk påverkan på den effektvariabel som studeras i experimentet. En slumpmässig indelning av deltagare är också en förutsättning för användning av statistiska tester vid jämförelsen av gruppernas reaktioner. Försöksledaren efterstävar ofta att göra experimentet dubbelblint, det vill säga att varken försöksledaren eller försökspersonen vet vem som fördelats till vilken behandlingsgrupp.
För att undersökarens möjligheter att dra säkra slutsatser om behandlingens påverkan ska säkerställas krävs minst två grupper av deltagare som blir föremål för olika behandling. Olikheterna i behandlingarna kan komma till uttryck i att en viss grupp (experimentgruppen) får en viss behandling, medan en annan grupp (kontrollgruppen) inte får någon behandling alls. Många experiment omfattar emellertid inte någon deltagargrupp som kännetecknas av total avsaknad av behandling; experiment där olika grupper får olika nivåer av samma behandling, eller olika nivåer av olika behandlingar, är mycket vanliga. Över tiden, framförallt sedan Ronald Fishers utveckling av experimentell design på 1920-talet, har dessutom experiment som omfattar betydligt fler än endast två grupper kommit att bli vanlig.

## Typer av experiment
Undersökaren kan välja olika sätt att överföra den behandling som experimentdeltagare utsätts för. 
- I ett laboratorieexperiment förutsätts det vanligen att deltagaren infinner sig på en viss plats, som undersökaren valt och utformat, och blir där föremål för behandling.
- Ett fältexperiment utförs i en naturlig miljö, som ute på gatan eller inne i en butik, där behandlingen i regel överförs utan att deltagaren är medveten om att han eller hon deltar i ett experiment.
- Ett rollspelsexperiment innebär att deltagaren instrueras att ikläda sig en viss roll som beskrivs av ett scenario (vanligen en kortare text, ibland kallat vignette) och att reagera på den behandling som beskrivs. Rollspelsbaserade behandlingar är vanliga när det av etiska skäl anses vara icke försvarbart att utsätta deltagaren för behandlingen i en verklig situation, exempelvis i studier om sexuellt beteende under alkoholpåverkan och i studier av kundbeteende som följer efter att ett företag har producerat en tjänst med låg kvalitet.
- Vid kvasiexperiment (quasi-experimental design) utsätts experimentgruppen för en särskild påverkan (experimentvariabel) som kontrollgruppen inte utsätts för. Man undersöker effekten av experimentvariabeln genom att jämföra utfallen i experiment- och kontrollgruppen. Vid kvasiexperiment sker fördelningen av personerna till de olika grupperna på ett icke-slumpmässigt sätt.

## Kontroverser
Under åren har den experimentella metoden blivit föremål för kritik när människors reaktioner som studerats. Inledningsvis fokuserade kritiken på tillämpningar i medicin som innebar att deltagarna i tidiga experiment inte alltid medverkade frivilligt och dessutom kunde skadas av de behandlingar de utsattes för. Ökända exempel är experimenten utförda av Enhet 731 i Kina av Japanska armén och Josef Mengele i Nazityskland.
Även i Sverige genomfördes experiment på utvecklingsstörda i form av Vipeholmsexperimenten. Sedermera kritiserades dessas tillämpning den experimentella metoden med avseende på socialpsykologi. Kritiker har bland annat hävdat att experimentella behandlingar är artificiella i den meningen att de skiljer sig från orsaksvariabler i verkligheten, att den typiska deltagaren i experiment (högskolestudenter) inte är representativa för en bakomliggande population av vanliga människor och att undersökarens behov av att dölja den exakta hypotes som ska testas kan medföra en oetisk vilseledning av deltagare (om hypotesen är känd av deltagaren kan dennes kunskap påverka behandlingens effekter). I olika steg har dock normer utvecklats för att tillgodose såväl deltagarens som forskningens behov, exempelvis i form av Nürnbergkonventionen (1947), ett resultat av Nürnbergrättegångarna efter det andra världskrigets slut, Helsingforsdeklarationen (1964) och den amerikanska psykologorganisationen APA:s riktlinjer för experiment.

## Uppmärksammade experiment med människor
Ett av de första experimenten där undersökaren explicit jämförde olika grupper av försökspersoner finns avrapporterat i Winch (1910); ett experiment som avsåg att pröva hypotesen om människors prestationsförmåga på kunskapstester varierar mellan olika tider på dygnet. I flera undersökningar som följde hade undersökare börjat uppmärksammat behovet av att säkerställa att deltagarna inte skiljer sig på ett systematiskt sätt innan de blir föremål för behandling, men det var William A. McCall (1923) som först introducerade en slumpmässig allokering av deltagare till olika grupper.
Från och med 1960-talet kom ett flertal experiment inom socialpsykologi att kännetecknas av att undersökaren utformade den experimentella behandlingen på ett uppmärksamhetsskapande sätt. Stanley Milgrams studier av människors benägenhet att lyda auktoriteter och Philip Zimbardos studie av fängelsemiljöns påverkan på såväl interner som fångvaktare är exempel.